# Makariás Walles-ház
A Makariás Walles-ház egy marosvásárhelyi műemlék épület. A 18. század közepén, barokk stílusban épült; egy időben a város egyik legszebb és legelőkelőbb lakóházaként tartották számon. A Szentgyörgy utcában áll, jelenleg a református egyház használja.

## Története
Egyes leírások úgy vélik tudni, hogy a házat Makariás Walles György császári élelmezési tiszt építtette 1750 körül. A levéltári anyagokból azonban kiderül, hogy az építtetők valójában György szülei, Makariás Walles János (1718–1784) és Anna-Maria Zeidler voltak, akik a 18. század közepén telepedtek meg Marosvásárhelyen.
Makariás Walles János vagyonos kereskedő, ezenfelül a sörfőzés jogának árendátora volt; polgári esküjét 1760-ban tette le. Házát az 1760-as években kezdte építeni a Szentgyörgy utcában, de csak az 1770-es évek elején készült el. Az 1778-as házösszeírás szerint 1300 forintos értékével ez volt a város egyik legértékesebb épülete; rajta kívül csak három, arisztokraták által birtokolt lakóház ért többet: Teleki József háza (ma Köpeczi–Teleki-ház), Wesselényi Kata háza (ma a Teleki–Bolyai Könyvtár része) és Korda György háza (a Szentmiklós utcában volt, helye ma ismeretlen).
A Makariás-ház előkelő voltát az is mutatja, hogy 1773-ban a város ezt az épületet jelölte ki II. József trónörökös szállásául. II. József 1773. július 11-én, erdélyi körútja során érkezett Marosvásárhelyre, majd másnap Régen felé folytatta útját.
1813-ban a ház Teleki József, majd 1850 után a Kolozsváron lakó Engel József orvos birtokába került, aki átépíttette az épületet. 1864-ben a református egyházközség megvásárolta 9000 forintért, hogy iskolaépületként használják, majd itt rendezték be a Bethlen Kata Református Leánygimnázium bentlakását. 1896-ban leégett egy tűzvészben; jelenlegi kinézetét és neobarokk homlokzatát az ezt követő újjáépítésnek köszönheti. Tervezője Flesch Adolf, kivitelezője Soós Pál volt. 1948-ban a hatalomra kerülő kommunisták államosították és kis lakásokra osztották fel az épületet; a rendszerváltás után visszakerült az egyház tulajdonába.

## Leírása
Földszintes, neobarokk stílusú, U alakú épület. Homlokzata ötsíkú, kilenc tengelyes; a belső udvarba vezető kapu a hatodik tengelyben nyílik. A középső és a két szélső rizalit csonka gúla alakú tornyokat visel. Konzolos főpárkánya, falisávjai, ablakkeretei, igényes szemöldökdíszei a város különösen szép épületévé teszik. Műemlék épület, a romániai műemlékek jegyzékében MS-II-m-B-15537 azonosító alatt szerepel.